# قائمة آثار محافظة جنين
| الرقم | الاسم            | الوصف | الموقع                      | الإحداثيات | الصورة                                                                             |
| ----- | ---------------- | --- | --------------------------- | ---------- | ---------------------------------------------------------------------------------- |
| 01    | جامع جنين الكبير | بُني في القرن السادس عشر على يد فاطمة خاتون، وهو واحدٌ من أقدم وأكبر المعالم الإسلامية العثمانية في فلسطين. | مركز المدينة                |            | صورة                                                                               |
| 02    | كنيسة برقين      | واحدةٌ من أقدم خمس كنائس في العالم.                                                                        | قرية برقين غرب المدينة      |            | صورة                                                                               |
| 03    | سوق السيباط      | سوق أثري بُني إبان الحقبة العثمانية في فلسطين.                                                             | وسط المدينة                 |            | صورة                                                                               |
| 04    | قلعة صانور       | قلعة أثريّة بُنيت في القرن الثامن عشر إبان الحقبة العثمانية في فلسطين.                                      | بلدة صانور جنوب شرق المدينة |            | قلعة أثريّة بُنيت في القرن الثامن عشر إبان الحقبة العثمانية في فلسطين. · Upload file |

## وصلات خارجية
- السياحة في جنين.